# Большой страх
«Большой страх» (англ. The Tall T) — вестерн режиссёра Бадда Беттикера по мотивам рассказа Элмора Леонарда «Пленники» (англ. The Captives). Премьера состоялась 1 апреля 1957 г.

## Сюжет
По пути в город Пэт Бреннан проезжает путевую станцию, где обещает сыну начальника привезти леденцов. На обратной дороге Бреннан проспаривает коня и вынужден возвращаться пешком. Его подбирает дилижанс с молодожёнами Мимс. Проезжая через станцию, дилижанс попадает в руки банды, убившей начальника и его сына. Мимс предлагает главарю банды объявить выкуп за свою жену и вызывается известить об этом её отца, самого богатого человека в округе…

## В ролях
- Рэндольф Скотт — Пэтт Бреннан
- Ричард Бун — Фрэнк Ашер
- Морин О’Салливан — Доретта Мимс
- Артур Ханникат — Ринтун
- Скип Хомейер — Билли Джек
- Генри Сильва — Чинк
- Джон Хаббард — Уиллард Мимс

## Интересные факты
- Рабочие названия фильма — «Пленники» (по оригинальному рассказу Э. Леонарда) и «Высокий наездник» (The Tall Rider). Незадолго до выхода на экран кто-то изменил название на «The Tall T»; никто из съёмочной группы не знал, что оно означает. Слоган фильма — «Taut! Torrid! Tremendous! T Is for Terror!» (Напряжённо! Страстно! Потрясающе! T значит «страх»!); видимо, на него опирается русский перевод названия.